# イクミル
イクミルは、アルバイトタイムスの子会社であるリンクが運営する子育て世代向けのスマートフォン用ウェブサイト。静岡県中部エリアの子育て世代向けイベントがまとめて見ることが出来る。

## 概要
2019年4月に静岡県の静岡・藤枝・焼津市を領域としたスマートフォンサイトがリリースされる。地域の子育て支援活動をしている個人・団体等が主催イベントを投稿する仕組みを採用している。投稿されたイベントがタイムラインとなり平日は毎日更新される。
「静岡の子育てをもっと楽しく」を目的に地域の0 - 6歳の子供を持つ親御さんへ発信をしている。同時に地域の子育て支援団体等の集客を支援する事で、地域の子育て環境を向上させている。
イベントのカテゴリはまつり・マルシェ・ワークショップ・ベビーマッサージ・スポーツ・セミナー・教室等がある。
2019年11月からはアウトドアマルシェに協賛して主体的に関わる。SBSマイホームセンター静岡東展示場の芝生広場で、一般のキャンパー達のテントを展示して親子でキャンプ等アウトドアを楽しむきっかけ作りをしている。飲食・ワークショップ等の出展もあり、家族で滞在できるイベントとして継続開催をしていく。

## フリーマガジンイクミル
2020年1月にはフリーマガジン『イクミル』を創刊し、季刊（1・4・7・10月）で10,000部を発行していく。フリーマガジンの配布は静岡・藤枝・焼津市のスーパーマーケット・書店・静岡鉄道各駅に設置されたフリーペーパー向けの集合ラックで行なっている。創刊号は4ページで絵本を特集として、子育て支援者達のお勧めする絵本が紹介されている。広告主はふじみ歯ならびクリニック1社のみ。

## エリア
- 静岡市
- 藤枝市
- 焼津市